# Rissoa guerinii
Espèce
Rissoa guerinii est un petit mollusque gastéropode marin de la famille des Rissoidés.

## Description
Sa coquille atteint 6 mm de hauteur pour 3 mm de largeur environ. Elle comporte 8 tours dont les cinq premiers sont lisses et plats tandis que les trois plus jeunes, bombés, sont ornés de côtes saillantes, croisées par de fines stries à disposition spirale. Les côtes, au nombre de huit sur le dernier tour, disparaissent à sa base et un peu avant la lèvre externe (labre) de l'orifice, qui est renforcée par une forte varice.

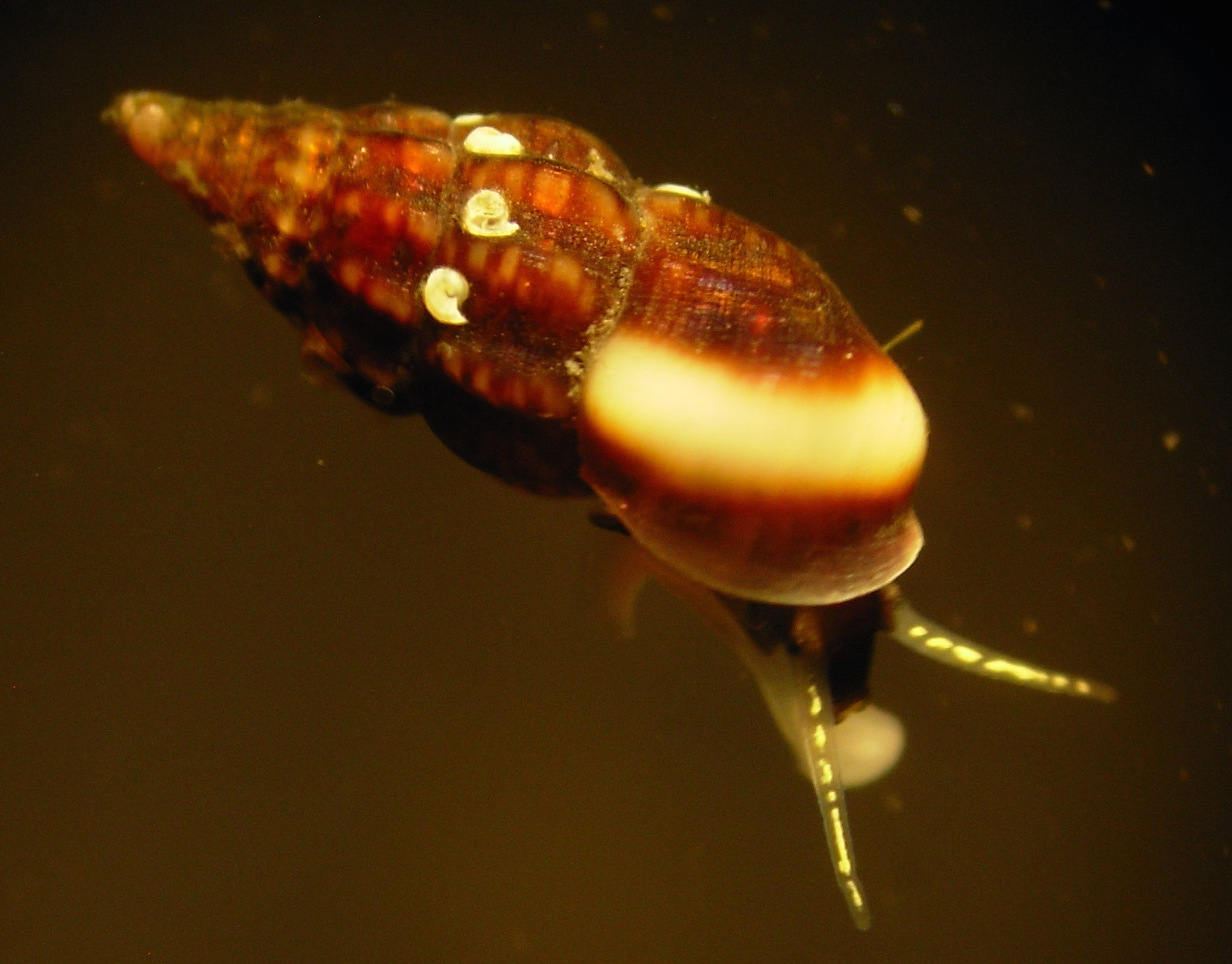
Rissoa guerini. Vue de la varice blanche et de la région antérieure de l'animal.

Le dernier tour représente environ la moitié de la hauteur de la coquille.
La couleur générale est habituellement marron-rouge, avec des côtes plus claires. Le bord interne de l'ouverture est souligné par une bande brun-lilas.
Les tentacules sont mouchetés de jaune, le mufle et le pied bruns

## Biologie
Rissoa guerini se trouve sur les estrans rocheux, à partir des niveaux des basses mers de vive eau et dans des milieux plus profonds (cote indéterminée),.

## Distribution
Des îles Canaries jusqu'à la côte sud de l'Irlande, y compris la Manche.

## Galerie

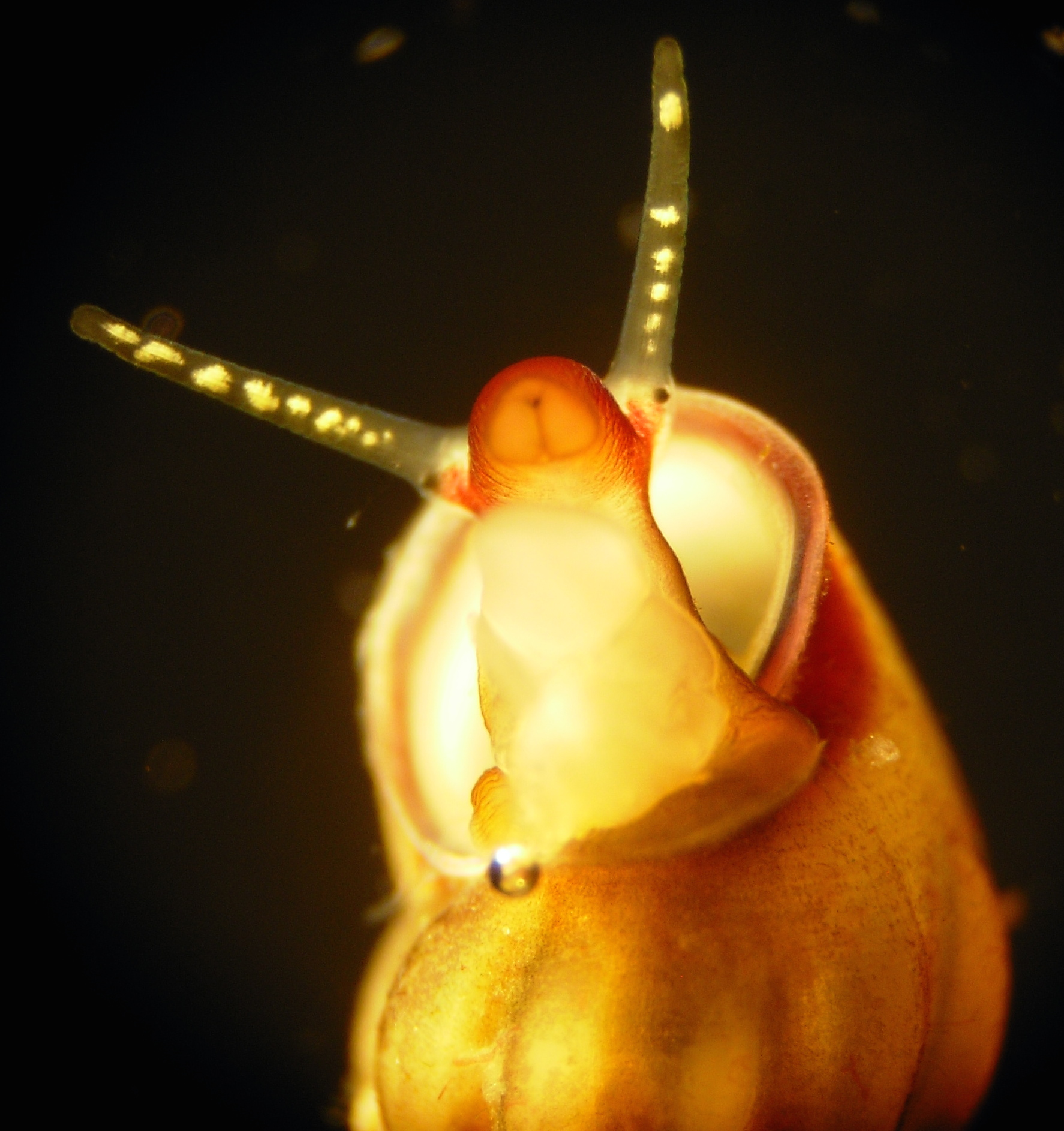
Pied, mufle avec la bouche et les tentacules céphaliques.
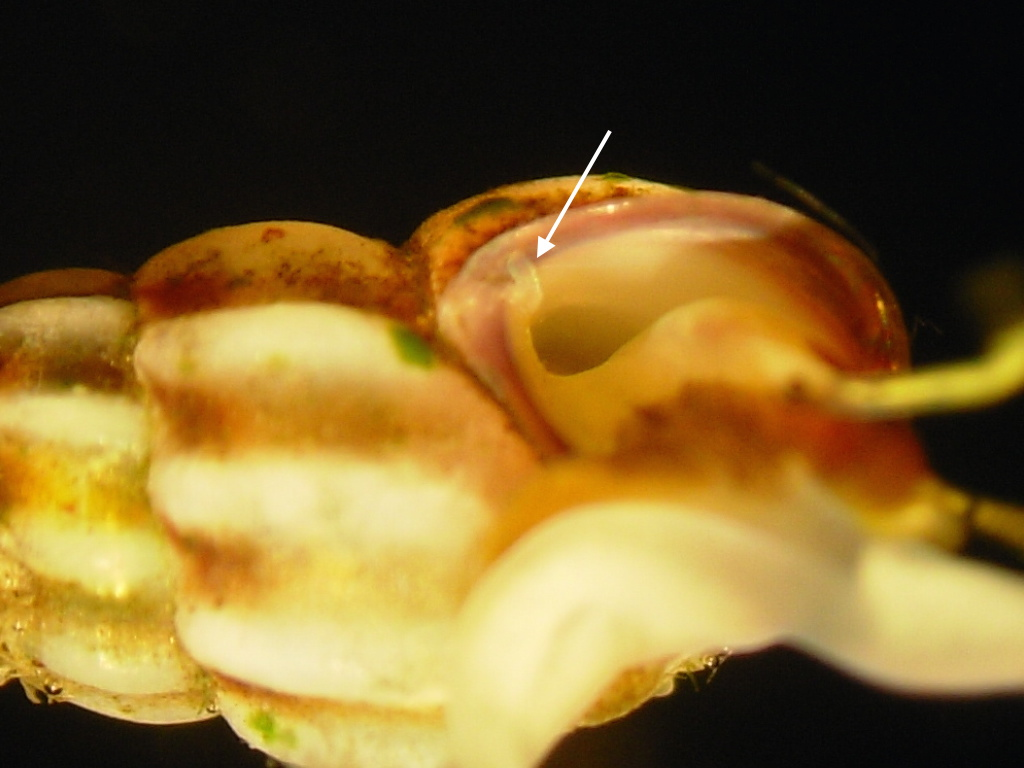
Tentacule palléal (flèche).
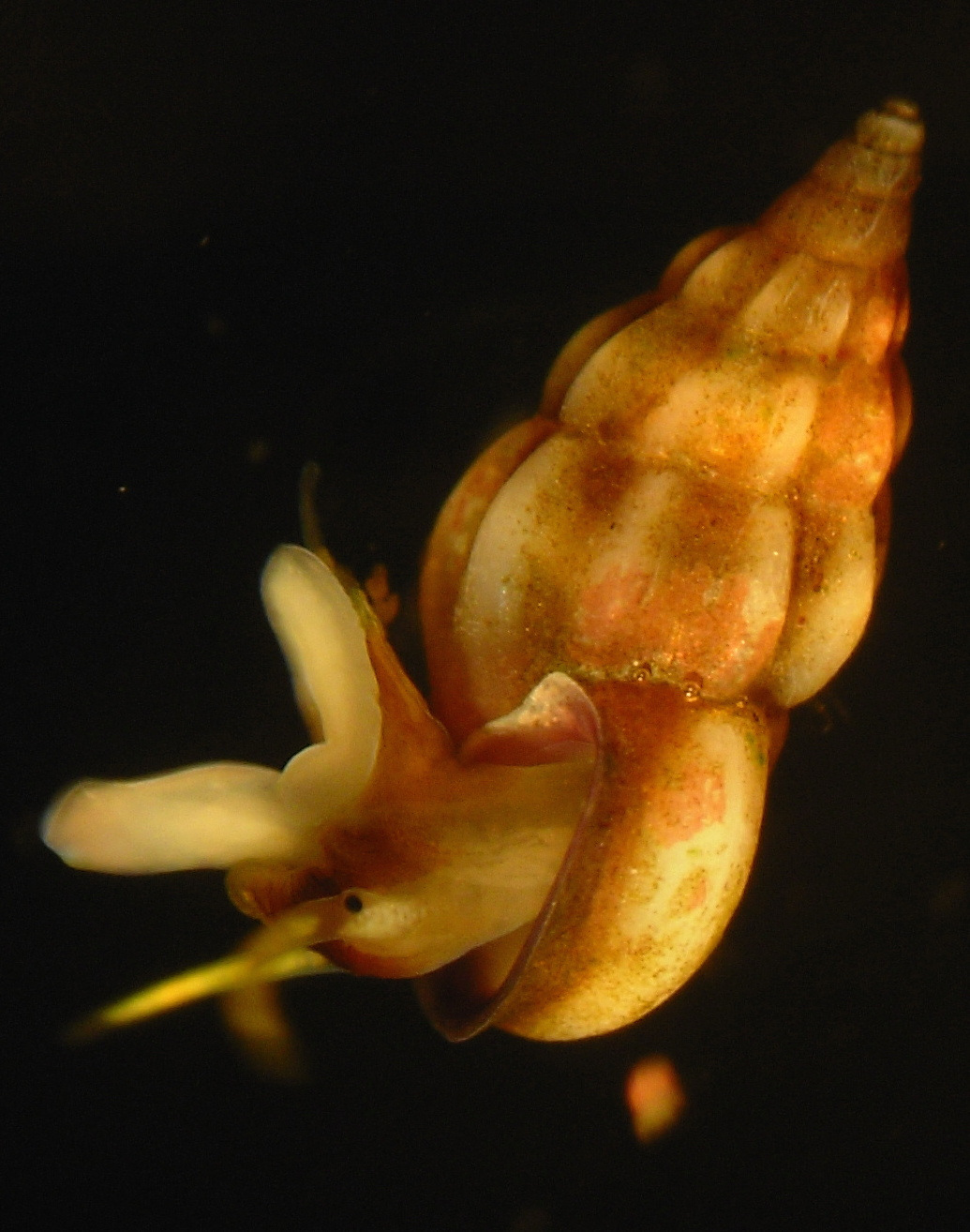
Coquille et animal vus de côté.